# Bốc mộ

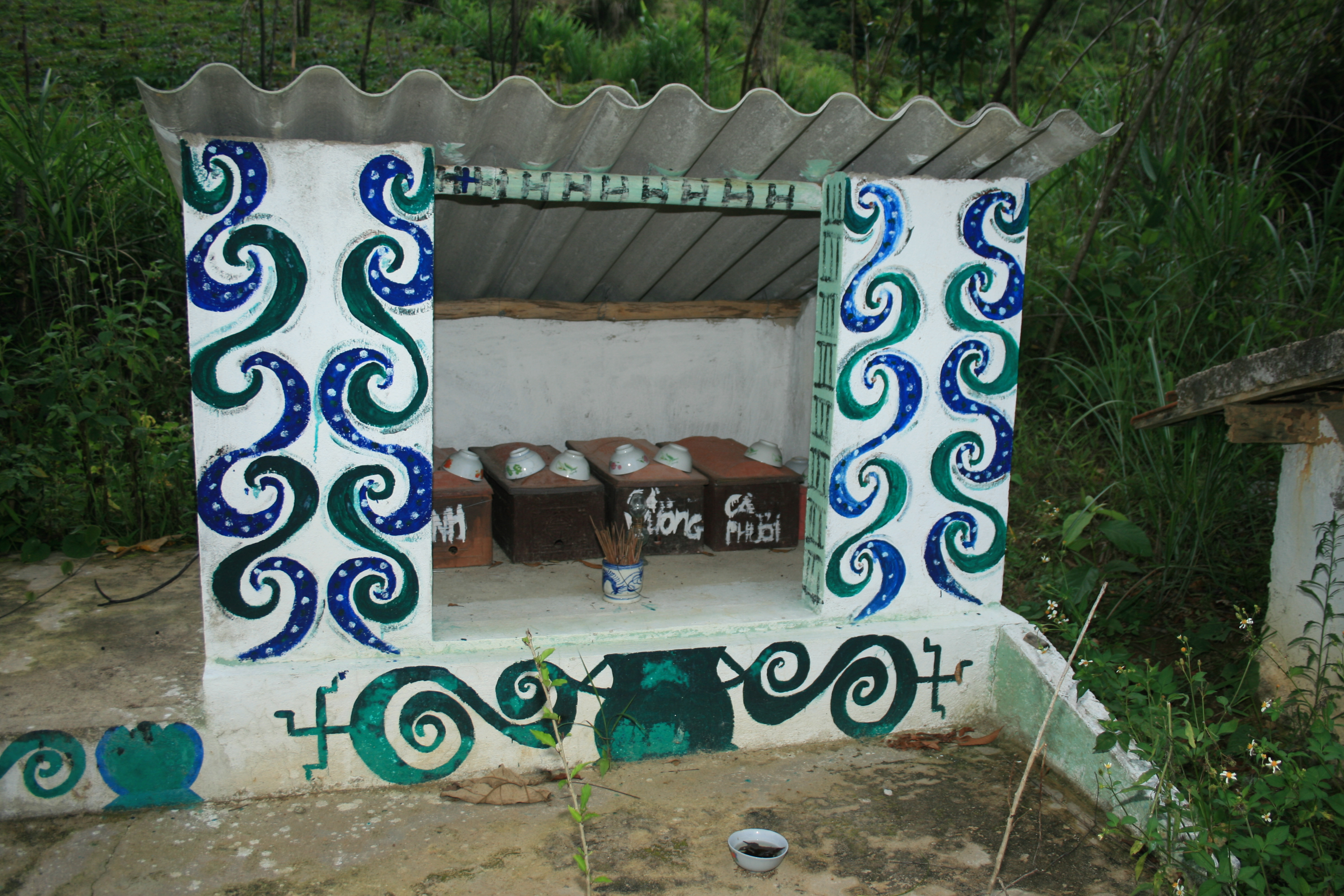
Một khu mộ của người Tà Ôi sau khi cải táng (bốc mộ)

Bốc mộ hay còn được gọi là cải táng hoặc sang cát là một nghi lễ mai táng được thực hiện ở nhiều nơi nhất định tại khu vực Á Đông theo đó, đây là một tập tục mà sau khi người chết đã ba năm đoạn tang rồi hoặc vài năm nữa, thì người nhà sẽ tiến hành thực hiện, người ta đào huyệt mộ lên, nhặt xương của người chết, bỏ vào tiểu sành hoặc quan quách rồi đem đi chôn chỗ khác để quy tập mồ mả tổ tiên và thường sẽ an táng ở khu lăng mộ. Những dân tộc được biết đến là có tiến hành một số hình thức của phong tục này phải kể đến người Quảng Đông, Mân Nam, Đài Loan, Lưu Cầu, Choang và cả người Việt. Hầu hết các nhóm sắc tộc này đều có liên quan đến Bách Việt, và thực vậy người Hán cổ có những văn bản cung cấp tư liệu về những phong tục này đã được thực hành bởi rất nhiều bộ tộc Bách Việt.